# 山砲

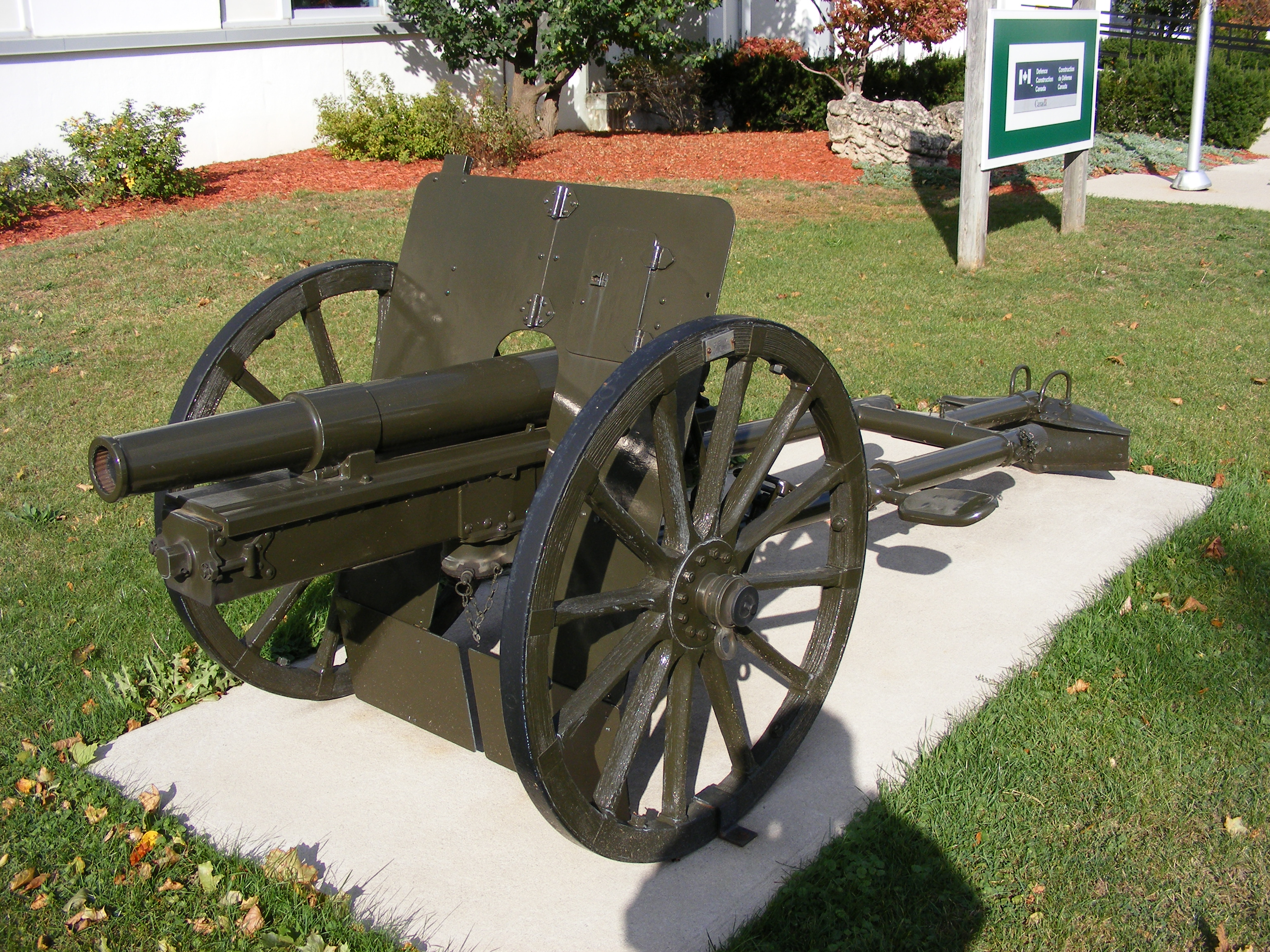
四一式山砲（歩兵用）

山砲（さんぽう、英: Mountain Gun、Pack gun、Pack howitzer、独: Gebirgsgeschütz）は、大砲の一種。同口径の野砲ないし軽榴弾砲と比べて軽量・小型かつ分解が可能で、砲口直径に対する砲身長が短く、低初速・短射程である。

## 概要

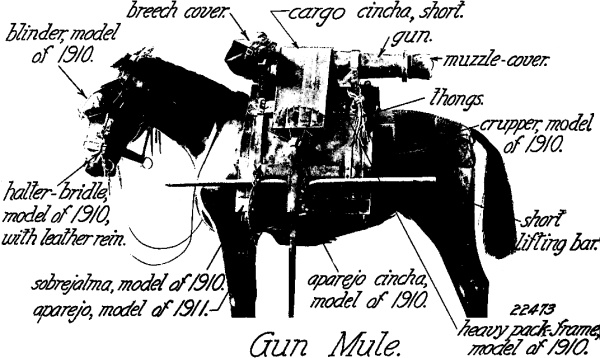
分解されロバに乗せられたQF 2.95インチ山砲

山砲は文字通り山岳地帯や不整地など、通常の野砲が行動力を発揮できない地形で軽快な機動を行うことができる野戦砲である。野砲のように輓馬や自動車・牽引車による牽引のみならず、分解して駄載・車載する他、人力でも搬送が可能な点が大きな特徴である。そのため一般的に各部品は同口径の野砲と比較し極めて軽く作られており、火砲自体のサイズもコンパクト。しかしながら分解可・軽量化のため各部の強度は必然的に下げられている。また野砲と同じ弾頭を使用する場合もあるが、これをより少ない装薬で短砲身から発射するため、野砲に比べて低初速・短射程である。
山岳部隊など高低差の激しい地域に投入される部隊が保有することが多いほか、装備の軽量化を厳しく要求される空挺師団に配備されることも多い。ほとんどの場合、野砲に代わって師団砲兵（師団隷下の山砲兵連隊等を意味する）に配備される。本国および作戦地域に地形上険しい山が多いイタリアやフランス、オーストリア=ハンガリー（帝国解体後はチェコスロバキアが製造）、日本などでは特に山砲の需要が高く、多種類の山砲・山砲兵部隊が整備されている。
大日本帝国陸軍は各種の重歩兵砲を試作していたが、実際には旧式山砲（四一式山砲）を歩兵連隊に配備して歩兵砲として大々的に運用した。製造と運用が容易で歩兵とともに第一線で行動でき、その大口径を生かし支援射撃のみならず、火点の制圧や対戦車戦までこなせる等、汎用性が高い山砲は歩兵砲としても有力な装備であった。また中国戦線・南方戦線・北方戦線といった複雑な地形が主戦場であった日本にとっては、山砲は砲兵・歩兵ともに扱いやすく、ほぼ全ての戦線に投入され効果的に使用されている。一部の野砲兵連隊は作戦地域によっては臨時的に野砲ではなく山砲を装備している。

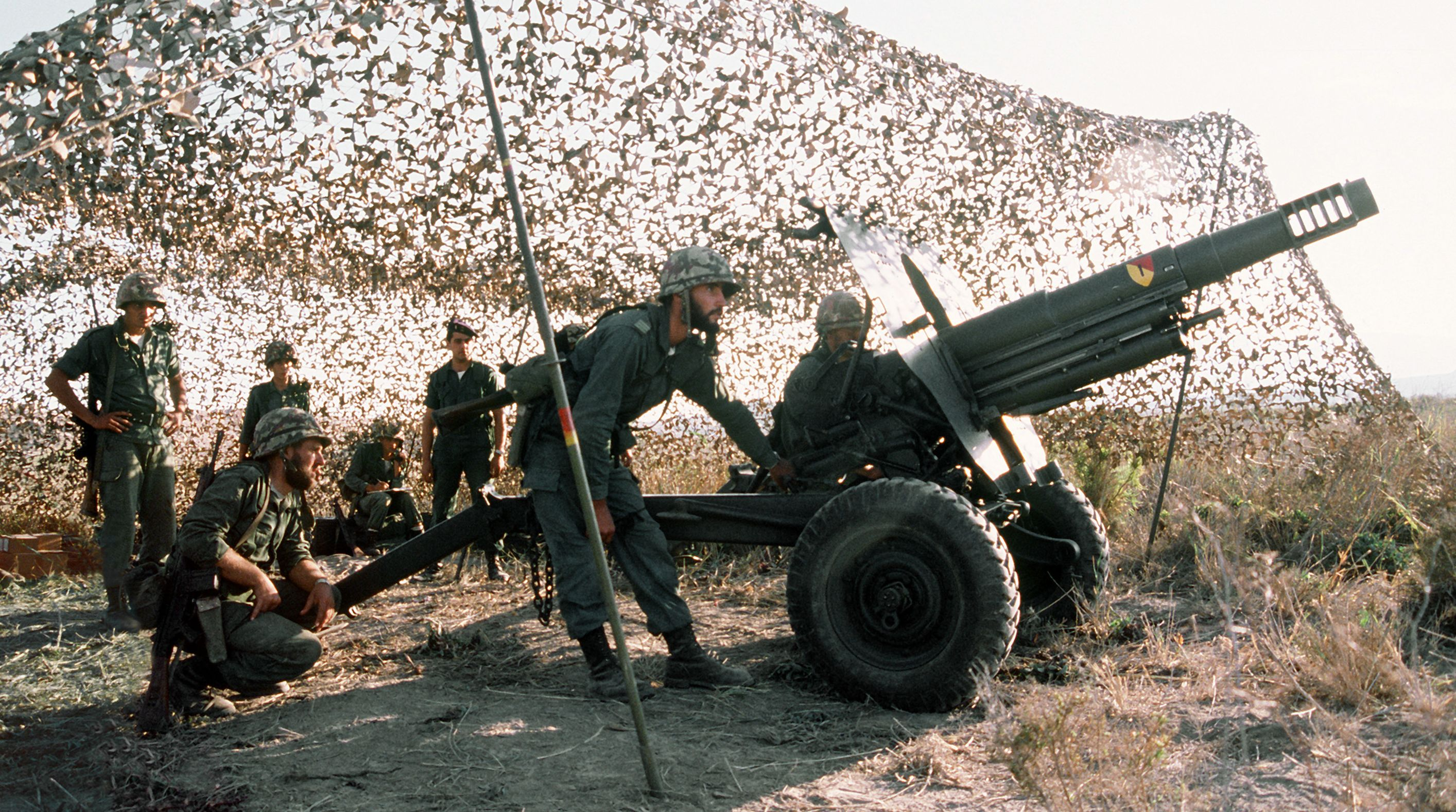
Mod56 105mm榴弾砲

第二次世界大戦以降の現代では、パラシュート（空中投下）やヘリコプター（ヘリボーン）の発達により軽榴弾砲など比較的大型の火砲も山上への運搬が容易となり、また迫撃砲の進化によって狭義の「山砲」は「野砲」とともに消滅した砲種類となっている。ただし、1950年代にイタリアのオート・メラーラが開発した山砲Mod56は、60年代にイギリスおよびイギリス連邦諸国が、野砲・軽榴弾砲兼用砲として運用していたQF 25ポンド砲の後続（L5 105mm榴弾砲）として制式採用したこともあり、メキシコなどの中小国軍を中心に一定数が現役である。
空挺部隊や山岳部隊には小口径の105mm / 122mm榴弾砲もしくは口径120mmの重迫撃砲を配備することが多いが、国によっては牽引式の155mm / 152mm榴弾砲を配備することもある。

## 山砲一覧

### 第一次世界大戦前・大戦時
アメリカ合衆国
- M1841山岳榴弾砲（英語版）
- M1875山砲（英語版）

 イギリス
- RML 7ポンド山砲（英語版）
- RML 2.5インチ山砲（英語版）
- QF 2.95インチ山砲（英語版）
- BL 10ポンド山砲（英語版）
- BL 2.75インチ山砲（英語版）
- QF 3.7インチ山岳榴弾砲

 イタリア王国
- Da 65/17 M13（英語版）
- Da 70/15（英語版）

 オーストリア＝ハンガリー帝国
- 7 cm GebG M.99（英語版）
- シュコダ 7.5 cm GebG M.15（英語版）
- 10 cm GebH M.99（英語版）
- 10 cm GebH M.8（英語版）
- シュコダ 10 cm GebH M.16（英語版）

 大日本帝国
- 四斤山砲
- 三十一年式速射山砲
- 四一式山砲

 ドイツ帝国
- 7.5 cm エアハルト M1904（英語版）

 フランス
- M1906 65mm山砲
- M1909 76mm山砲

### 第二次世界大戦
アメリカ合衆国
- M116 75mm榴弾砲

 イタリア王国
- Da 75/18

 スウェーデン
- ボフォース 75mm山砲 M1934（英語版）

 ソビエト連邦
- M1938 76mm山砲

 大日本帝国
- 九四式山砲
- 九九式十糎山砲

 チェコスロバキア
- シュコダ 75mm M.28（英語版）
- シュコダ 75mm M.36（英語版）
- シュコダ 75mm M.39（英語版）
- シュコダ 105mm M.39（英語版）
- シュコダ 100mm M.16/19（英語版）
- シュコダ 150mm M1918（英語版）

 ドイツ国
- 7.5 cm le.GebIG 18
- 7.5 cm GebG 36
- 10.5 cm GebH 40（英語版）

 ノルウェー
- 75mm M.27（英語版）

 フランス
- シュナイダーM1919 75mm山砲（英語版）
- M1928 75mm山砲（英語版）
- シュナイダーM1909 105mm山砲（英語版）
- シュナイダーM1919 105mm山砲（英語版）

### 第二次世界大戦後
イタリア
- オート・メラーラMod56 105mm榴弾砲

 日本
- 試製57式105mm軽りゅう弾砲(試作)

 ユーゴスラビア
- M-48 76mm山砲（セルビア語版）

 ルーマニア
- M1982 76mm山砲（ルーマニア語版）（ユーゴスラビア製M-48山砲の改良型）
- M1995 98mm山砲（ルーマニア語版）